# Raababach
Der Raababach ist ein linksufriger Zufluss der Mur im österreichischen Bundesland Steiermark. Er bildet ein Sohlental östlich der Landeshauptstadt Graz und mündet nach 17 Kilometern bei Gössendorf in die Mur.

## Verlauf

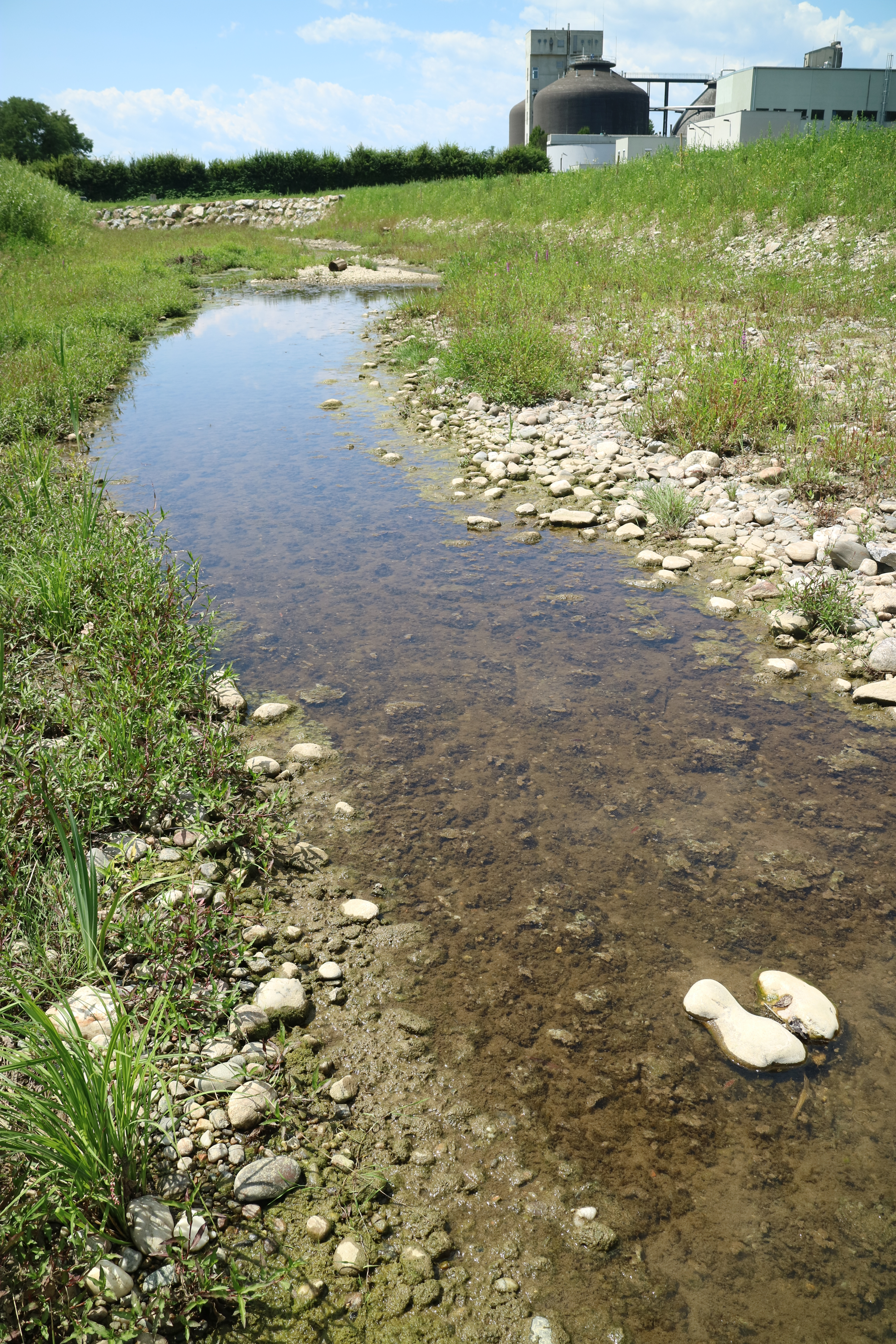
Bach bei der Kläranlage

Der Raababach entsteht am Zusammenfluss von Kohlgrabenbach und Moggaubach in der Gemeinde Laßnitzhöhe. Der Kohlgrabenbach entspringt südlich von Hönigtal auf 500 m ü. A. und fließt zunächst parallel zur Ostbahn durch das Tomschetal. Nach der Vereinigung mit dem Moggaubach verläuft das Gewässer weitgehend naturnah entlang der Süd Autobahn A 2. Nach der Ortschaft Autal nimmt der nunmehr begradigte Raababach den Wöblingbach auf und bildet bei Pachern die Südgrenze der Gemeinde Hart bei Graz. Nach Einmündung des Reintals durchquert der Bach ein 2017 fertiggestelltes Hochwasserrückhaltebecken in größtenteils renaturierter Kulisse, ehe sich das Tal in Raaba zum Grazer Feld öffnet.
In der Marktgemeinde Gössendorf, wo der Raababach früher mit dem Gössendorfer Mühlkanal zusammenfloss, rinnt sein Wasser mittlerweile dank eines Durchstiches durch den Auwald direkt der Mur zu. Die Mündung erfolgt rund 500 Meter südlich der Kläranlage der Stadt Graz ins Unterwasser des Kraftwerks Gössendorf. Laut ÖK mündet der Bach erst 1,5 Kilometer weiter südlich in den Altarm Aumühle. Dieser 2,8 Kilometer lange Gewässerabschnitt, der einen Teil des früheren Mühlkanals umfasst, wird im Digitalen Atlas Steiermark als Teilbach bezeichnet.

## Hochwasserschutz
Der Raababach sorgte in der Vergangenheit häufig für Überschwemmungen in den Gemeinden Raaba, Grambach und Gössendorf, zuletzt in den Jahren 2009 und 2013.
Bereits 1978 wurden diesbezüglich erste Studien unternommen, nach einer Abflussuntersuchung 2008 und einem Projekt zur Standortbestimmung im Jahr 2010 wurde die Errichtung eines Hochwasserrückhaltebeckens im Norden der Gemeinde Raaba-Grambach beschlossen. Nach anderthalbjähriger Bauzeit inklusive Rekultivierungsmaßnahmen wurde das Rückhaltebecken, das auch als Erholungsraum dienen soll, im Juli 2017 feierlich eröffnet. Die auf ein 100-jährliches Hochwasser (HQ100) ausgelegte Anlage verfügt über ein Retentionsvolumen von 228.500 Kubikmeter und ist von einem 1150 Meter langen und maximal 12,5 Meter hohen Damm eingefasst. Die Finanzierung in Höhe von 5,84 Millionen Euro wurde zu 47,5 Prozent vom Ministerium getragen, den Rest steuerten Land und Gemeinde bei.
Zusätzlich ist über den Damm eine Autobahnabfahrt nach Pachern geplant.
Zwischen 2006 und 2009 wurden die HQ100-Überflutungsflächen für das flussabwärts gelegene Gössendorf ermittelt und die Gefährdung von insgesamt 300 Wohngebäuden sowie wichtiger Infrastruktur und einiger landwirtschaftlicher Betriebe festgestellt. Aufgrund eines Bemessungsabflusses von 43 Kubikmetern begann man 2017 mit einem linearen Ausbau des Bachbetts, bestehend aus Mauern und Dämmen. Die Kosten von 10 Millionen Euro wurden zu 35 Prozent von Bund und Land finanziert, den Rest übernahm die Gemeinde.

## Umweltverschmutzung
Anfang Februar 2023 gelangten durch ein Leck im Auffangbecken eines Gewerbebetriebes bis zu 100 Liter Heizöl in das Ökosystem des Raababaches. Als ein Spaziergänger die Verunreinigung entdeckte, war das Öl bereits mehrere Tage lang durch die Kanalisation in den Bach geflossen. Die lokalen Feuerwehren errichteten daraufhin mit 62 Einsatzkräften mehrere Ölsperren. Auch zwei Fachleute des steirischen Chemiealarmdienstes wurden hinzugezogen.

## Bilder

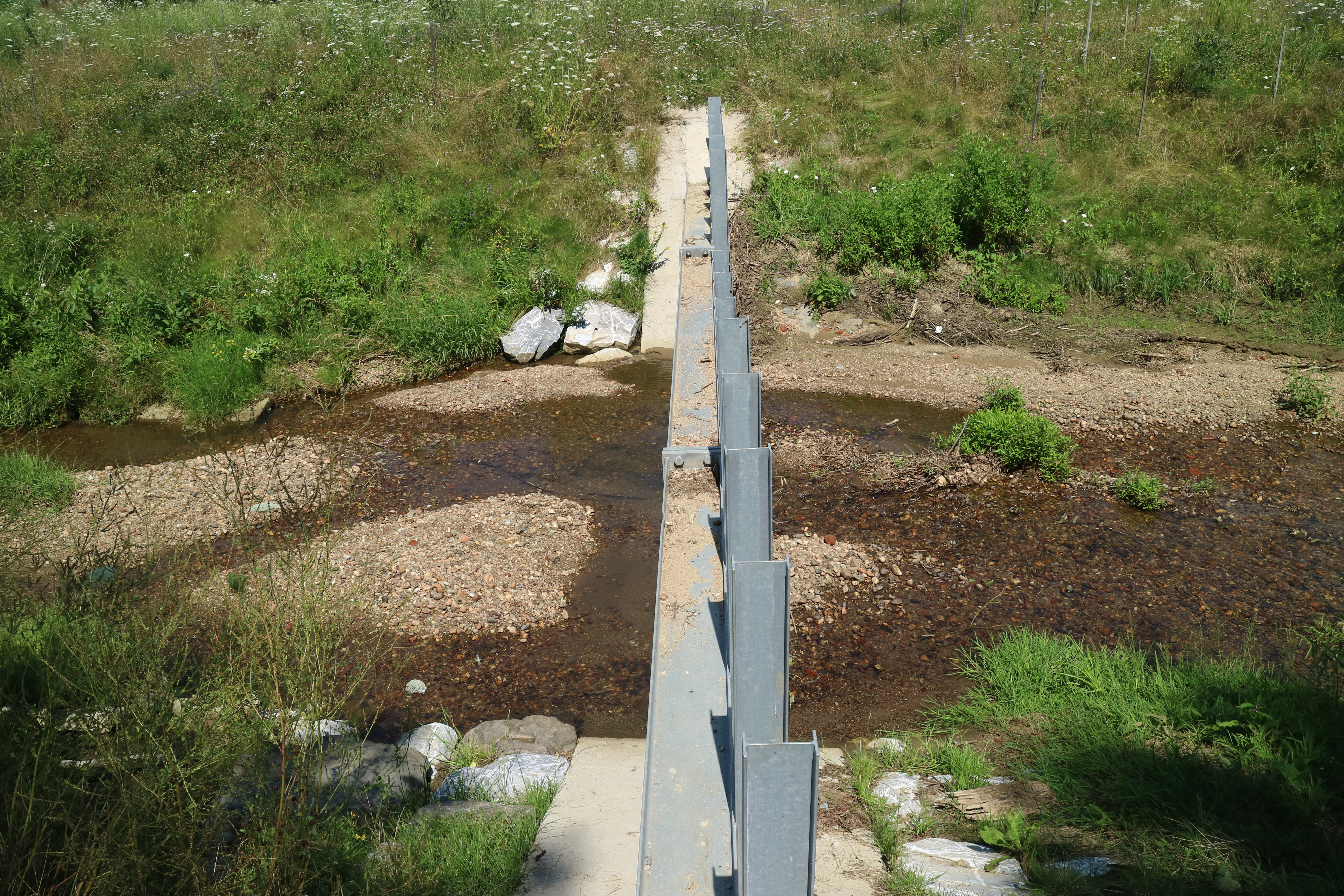
Geschiebesperre
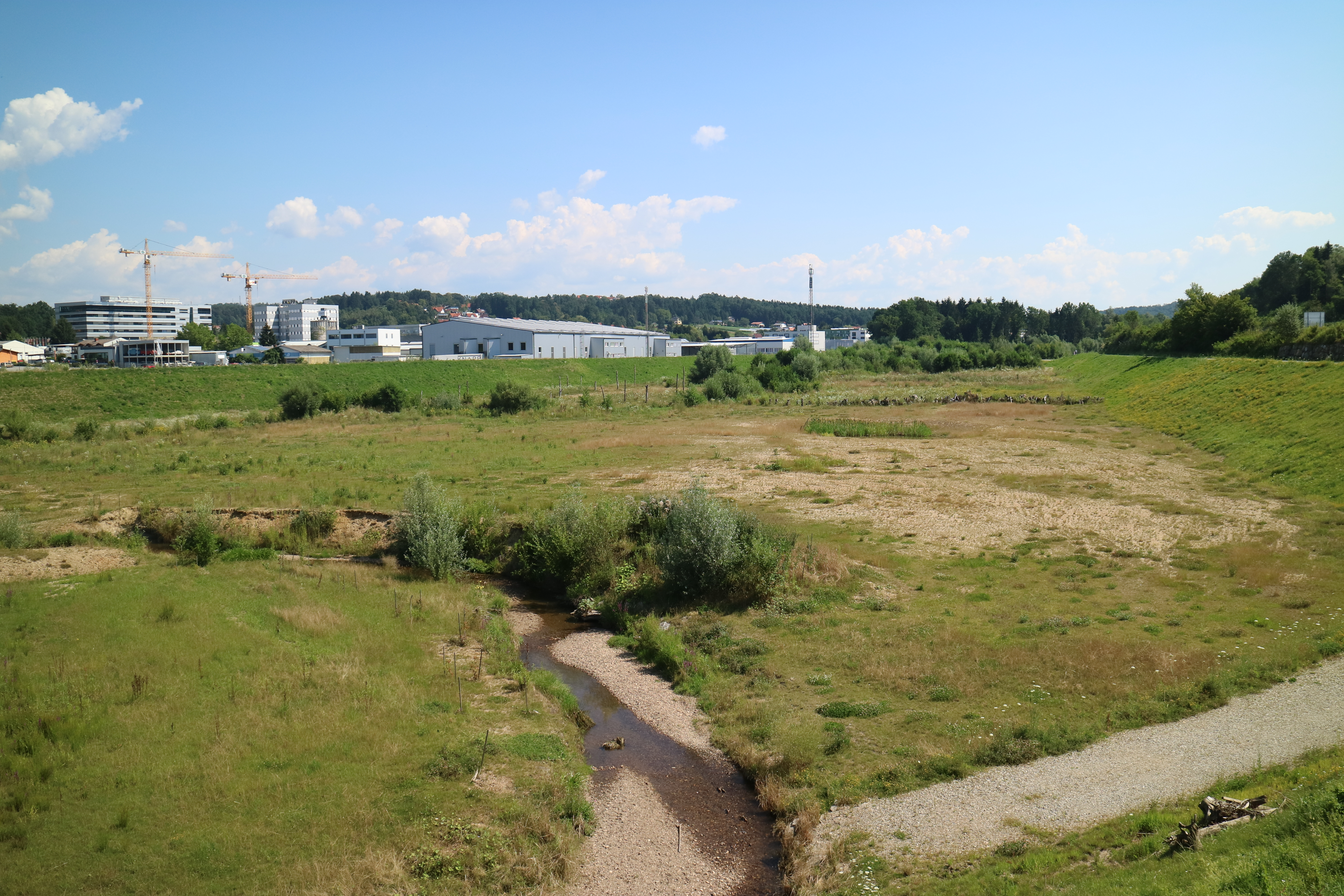
Rückhaltebecken mit Blick flussaufwärts
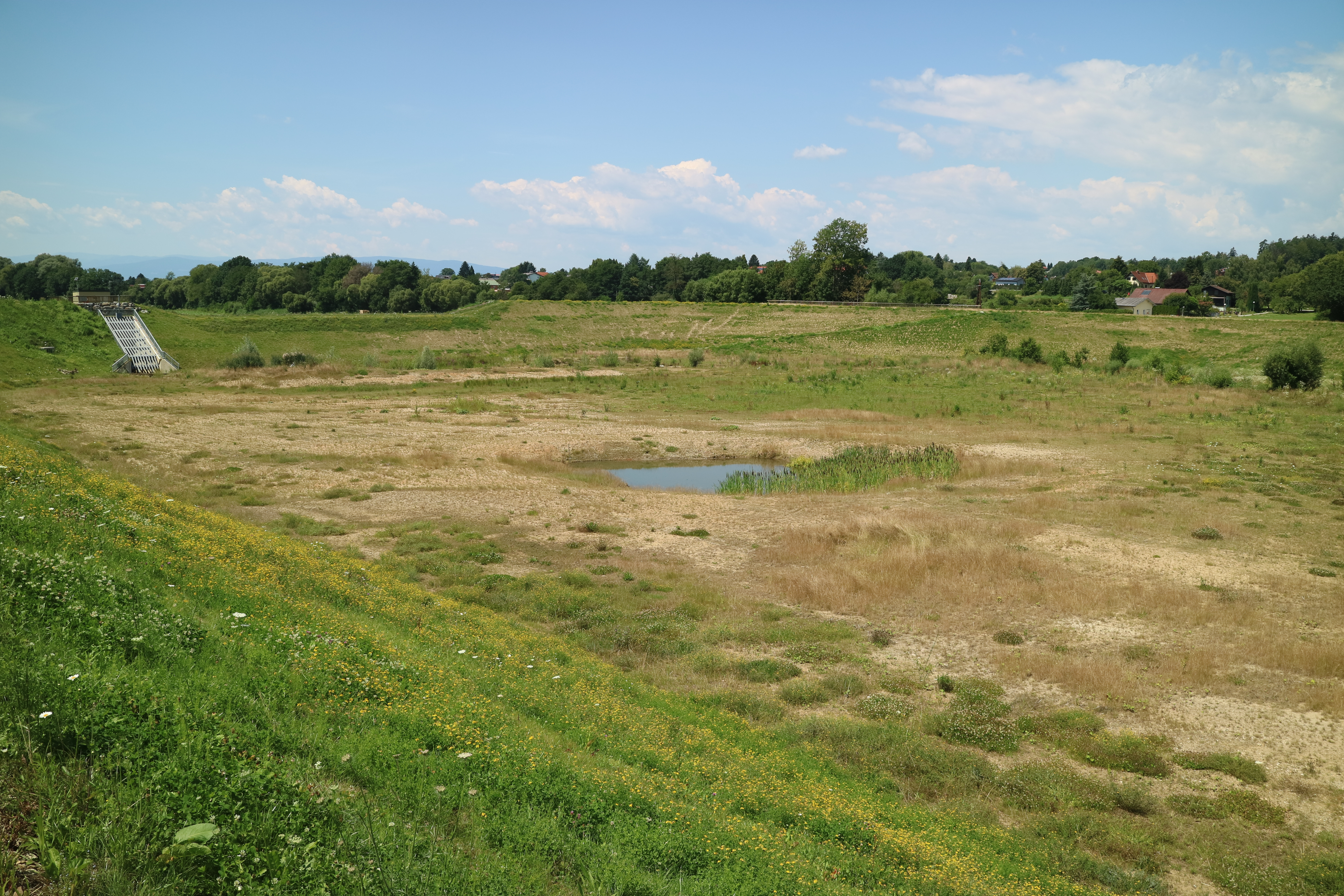
Rückhaltebecken von Osten
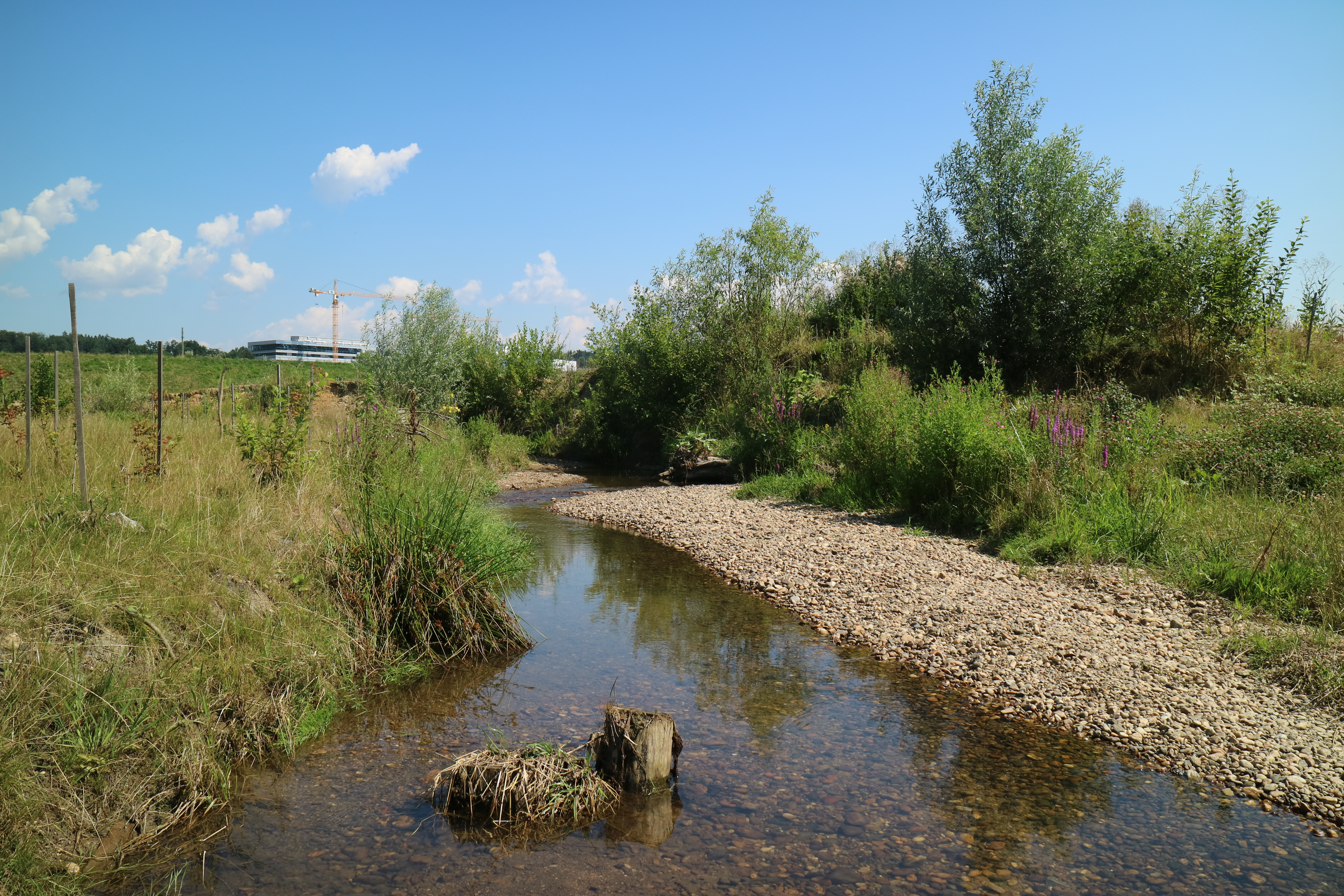
Bachlauf im Rückhaltebecken
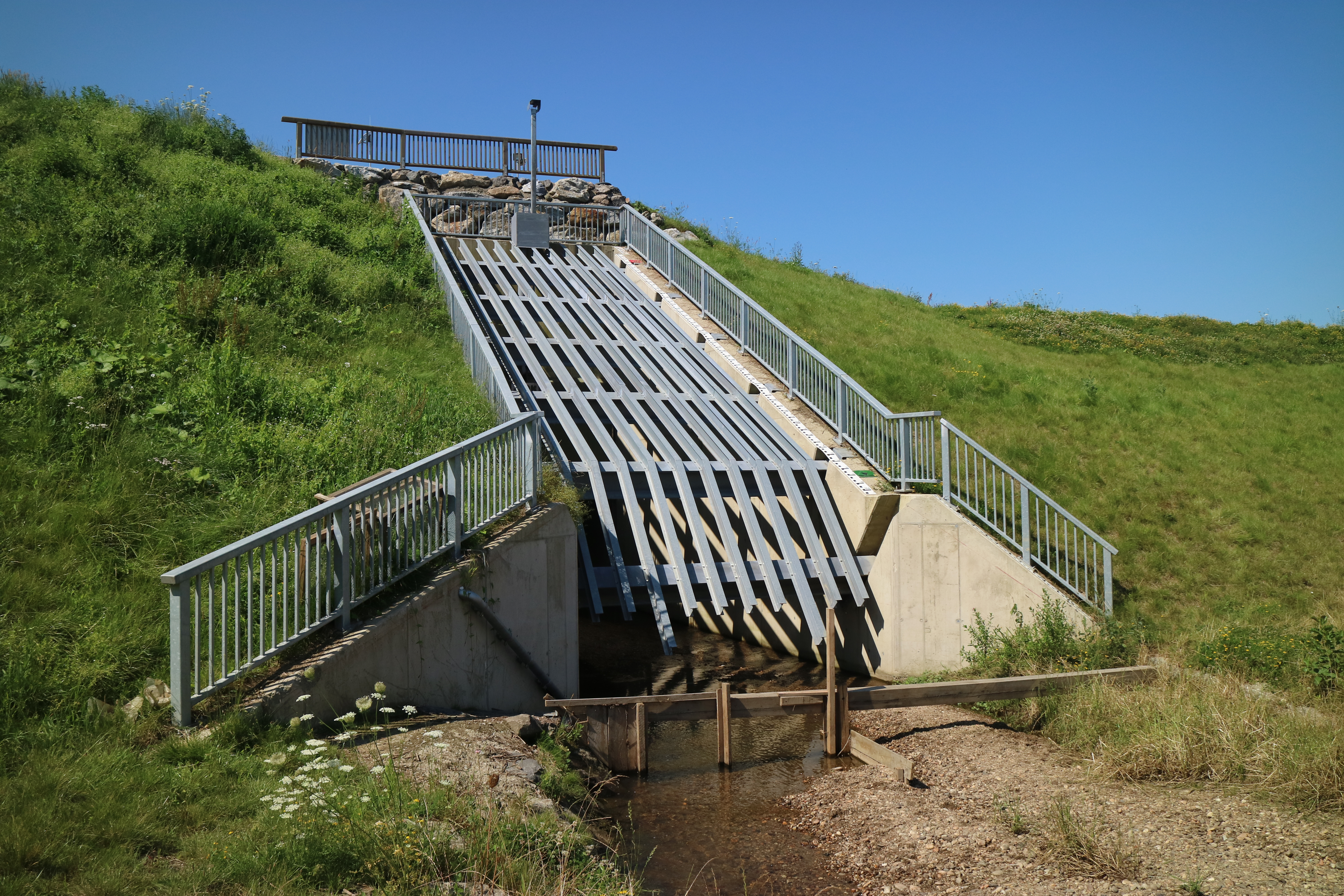
Auslass des Rückhaltebeckens
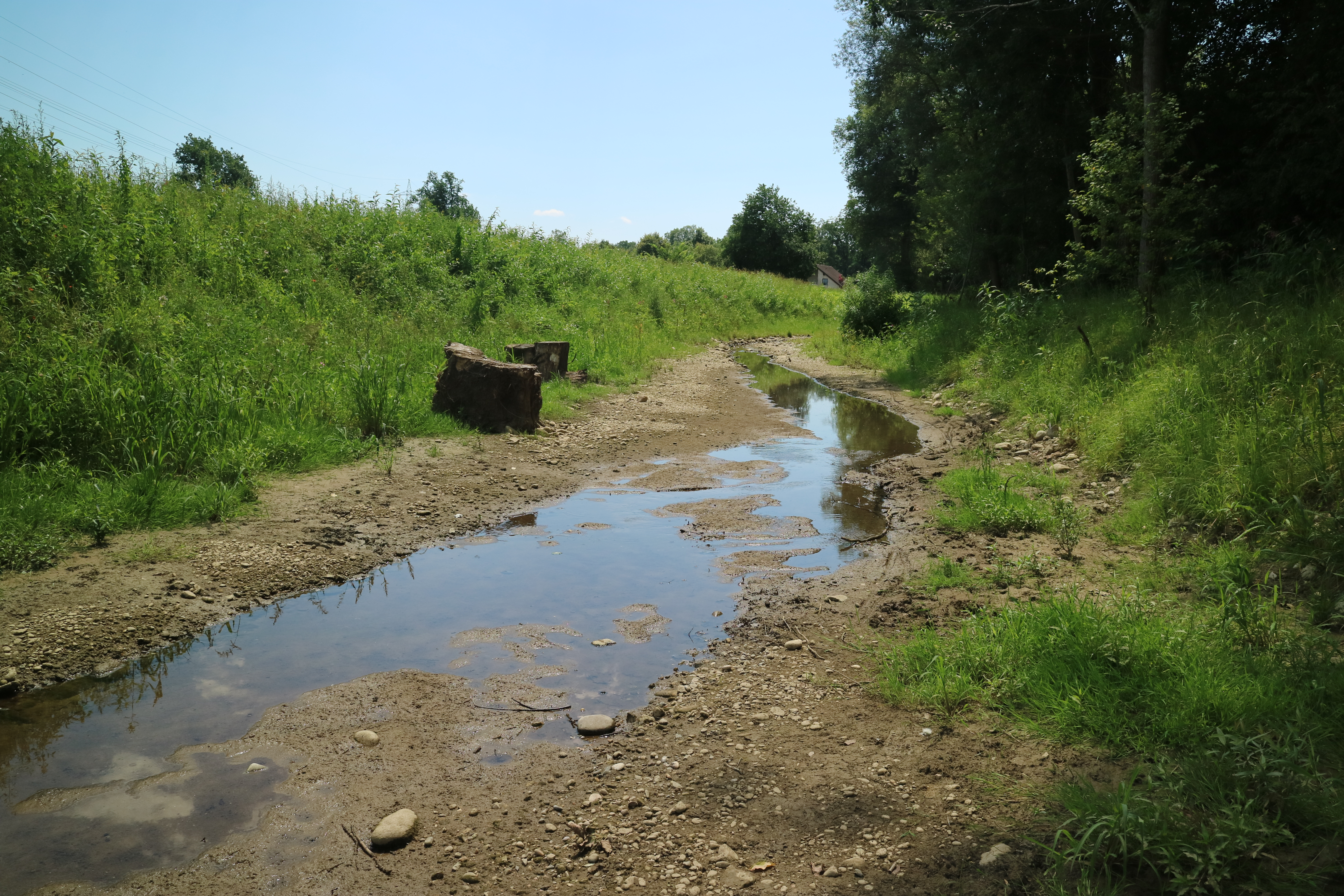
Bachlauf vor Eintritt in die Murauen